# FA Cup 1883-1884
De FA Cup 1883-1884 was de 13de editie van de Engelse FA Cup, de oudste bekercompetitie van de wereld in het voetbal. De FA Cup werd gewonnen door Blackburn Rovers. Het was de eerste eindwinst voor de club, nadat men twee jaar eerder al eens een finale had verloren. Blackburn Rovers volgde met deze eindwinst stadsgenoot Blackburn Olympic op. Aan het toernooi zouden 100 teams deelnemen, 16 meer dan vorig seizoen. Drie ploegen speelden echter nooit een wedstrijd.

## Eerste ronde
| Thuisclub               | Uitslag                          | Bezoekers            | Datum            |
| ----------------------- | -------------------------------- | -------------------- | ---------------- |
| Darwen                  | 2-2                              | Church               | 27 oktober 1883  |
| Grantham                | 3-2                              | Spilsby              | 10 november 1883 |
| Preston North End       | Bye                              |                      |                  |
| Stoke                   | 1-2                              | Manchester           | 10 november 1883 |
| Reading                 | 2-2                              | South Reading        | 10 november 1883 |
| Sheffield               | 1-4                              | Lockwood Brothers    | 10 november 1883 |
| Clapham Rovers          | Walkover                         | Kildare              |                  |
| Windsor Home Park       | 5-3                              | Royal Engineers      | 10 november 1883 |
| Swifts                  | Bye                              |                      |                  |
| Rochester               | 2-1                              | Uxbridge             | 3 november 1883  |
| Druids                  | 0-1                              | Northwich Victoria   | 3 november 1883  |
| Notts County            | 3-1                              | Sheffield Heeley     | 10 november 1883 |
| Hendon                  | 3-2                              | Old Etonians         | 10 november 1883 |
| Old Foresters           | 2-1                              | Dreadnought          | 10 november 1883 |
| Nottingham Forest       | Walkover                         | Redcar               |                  |
| Romford                 | 3-0                              | Woodford Bridge      | 3 november 1883  |
| West End                | 1-0                              | Maidenhead           | 10 november 1883 |
| Blackburn Rovers        | 7-1                              | Southport Central    | 20 oktober 1883  |
| Hanover United          | 1-6                              | Brentwood            | 3 november 1883  |
| Mosquitos               | 3-2                              | Pilgrims             | 10 november 1883 |
| Stafford Road           | 5-1                              | Aston Unity          | 10 november 1883 |
| Acton                   | 0-2                              | Upton Park           | 10 november 1883 |
| Calthorpe               | 0-9                              | Walsall Town         | 10 november 1883 |
| Sheffield Wednesday     | Bye                              |                      |                  |
| Blackburn Olympic       | 5-1                              | Darwen Ramblers      | 13 november 1883 |
| Reading Minster         | 1-10                             | Old Carthusians      | 10 november 1883 |
| Small Heath Alliance    | 1-1                              | Birmingham Excelsior | 20 oktober 1883  |
| Blackburn Park Road     | 6-0                              | Clitheroe Low Moor   | 27 oktober 1883  |
| Bolton Wanderers        | 9-0                              | Bolton Olympic       | 10 november 1883 |
| Accrington              | 4-0                              | Blackpool St John's  | 10 november 1883 |
| Wednesbury Old Athletic | 5-0                              | Mitchell St George's | 10 november 1883 |
| Hornchurch              | 0-9                              | Marlow               | 10 november 1883 |
| Clitheroe               | 3-3                              | South Shore          | 10 november 1883 |
| Chesterfield Spital     | 1-1                              | Rotherham Town       | 10 november 1883 |
| Great Lever             | 4-1                              | Astley Bridge        | 20 oktober 1883  |
| Halliwell               | 2-5                              | Eagley               | 13 oktober 1883  |
| Oswestry                | 2-0                              | Hartford St John's   | 10 november 1883 |
| Walsall Swifts          | 1-5                              | Aston Villa          | 10 november 1883 |
| Old Westminsters        | 3-0                              | Chatham              | 3 november 1883  |
| Wrexham Olympic         | Walkover                         | Liverpool Ramblers   |                  |
| Upton Rangers           | 0-7                              | Old Wykehamists      | 10 november 1883 |
| Bolton Association      | 5-1                              | Bradshaw             | 3 november 1883  |
| Hull Town               | 1-3                              | Grimsby Town         | 3 november 1883  |
| Wolverhampton Wanderers | 4-1                              | Long Eaton Rangers   | 27 oktober 1883  |
| Rossendale              | 6-2 Rossendale gediskwalificeerd | Irwell Springs       | 17 november 1883 |
| Derby Midland           | Bye                              |                      |                  |
| Davenham                | 2-0                              | Macclesfield Town    | 10 november 1883 |
| Hurst                   | 3-1                              | Turton               | 20 oktober 1883  |
| Crewe Alexandra         | 0-10                             | Queen's Park         | 6 oktober 1883   |
| Middlesbrough           | 1-5                              | Staveley             | 10 november 1883 |
| West Bromwich Albion    | 0-2                              | Wednesbury Town      | 10 november 1883 |
| Padiham                 | 3-1                              | Lower Darwen         | 31 oktober 1883  |

### Eerste ronde Replays
| Thuisclub            | Uitslag | Bezoekers            | Datum            |
| -------------------- | ------- | -------------------- | ---------------- |
| Church               | 0-1     | Darwen               | 3 november 1883  |
| South Reading        | 0-4     | Reading              | 17 november 1883 |
| Birmingham Excelsior | 3-2     | Small Heath Alliance | 10 november 1883 |
| South Shore          | 3-2     | Clitheroe            | 24 november 1883 |
| Rotherham Town       | 7-2     | Chesterfield Spital  | 17 november 1883 |

### Tweede ronde
| Thuisclub               | Uitslag                     | Bezoekers               | Datum            |
| ----------------------- | --------------------------- | ----------------------- | ---------------- |
| Darwen                  | 1-2                         | Blackburn Olympic       | 1 december 1883  |
| Grantham                | 4-0                         | Grimsby Town            | 26 november 1883 |
| Preston North End       | 4-1                         | Great Lever             | 1 december 1883  |
| Reading                 | 1-0                         | West End                | 1 december 1883  |
| Clapham Rovers          | 7-0                         | Rochester               | 1 december 1883  |
| Queen's Park            | 15-0                        | Manchester              | 1 december 1883  |
| Upton Park              | Bye                         |                         |                  |
| Windsor Home Park       | 0-1                         | Old Wykehamists         | 1 december 1883  |
| Swifts                  | 2-0                         | Marlow                  | 1 december 1883  |
| Notts County            | 3-0                         | Nottingham Forest       | 1 december 1883  |
| Eagley                  | Bye                         |                         |                  |
| Romford                 | 3-1                         | Mosquitos               | 1 december 1883  |
| Brentwood               | Bye                         |                         |                  |
| Stafford Road           | 0-5                         | Aston Villa             | 1 december 1883  |
| Old Carthusians         | 2-7                         | Old Foresters           | 24 november 1883 |
| Staveley                | 3-1                         | Sheffield Wednesday     | 1 december 1883  |
| Blackburn Park Road     | 2-3 Both teams disqualified | Accrington              | 24 november 1883 |
| Bolton Wanderers        | 3-0                         | Bolton Association      | 1 december 1883  |
| Wednesbury Old Athletic | 4-2                         | Wolverhampton Wanderers | 1 december 1883  |
| Lockwood Brothers       | 3-1                         | Rotherham Town          | 1 december 1883  |
| Walsall Town            | 2-2                         | Wednesbury Town         | 1 december 1883  |
| Northwich Victoria      | 5-1                         | Davenham                | 24 november 1883 |
| South Shore             | 0-7                         | Blackburn Rovers        | 1 december 1883  |
| Old Westminsters        | 2-1                         | Hendon                  | 1 december 1883  |
| Wrexham Olympic         | 3-4                         | Oswestry                | 1 december 1883  |
| Hurst                   | 3-2 Match void              | Irwell Springs          | 1 december 1883  |
| Padiham                 | Bye                         |                         |                  |
| Birmingham Exclesior    | 1-1                         | Derby Midland           | 1 december 1883  |

### Tweede ronde Replays
| Thuisclub       | Uitslag  | Bezoekers            | Datum            |
| --------------- | -------- | -------------------- | ---------------- |
| Wednesbury Town | 6-0      | Walsall Town         | 8 december 1883  |
| Irwell Springs  | Walkover | Hurst                |                  |
| Derby Midland   | 2-1      | Birmingham Excelsior | 15 december 1883 |

### Derde ronde
| Thuisclub               | Uitslag | Bezoekers         | Datum            |
| ----------------------- | ------- | ----------------- | ---------------- |
| Grantham                | 1-4     | Notts County      | 20 december 1883 |
| Preston North End       | 9-1     | Eagley            | 29 december 1883 |
| Reading                 | 1-6     | Upton Park        | 22 december 1883 |
| Clapham Rovers          | 1-2     | Swifts            | 22 december 1883 |
| Old Wykehamists         | Bye     |                   |                  |
| Old Foresters           | Bye     |                   |                  |
| Romford                 | 1-4     | Brentwood         | 29 december 1883 |
| Blackburn Rovers        | 3-0     | Padiham           | 29 december 1883 |
| Blackburn Olympic       | Bye     |                   |                  |
| Staveley                | 1-0     | Lockwood Brothers | 29 december 1883 |
| Bolton Wanderers        | 8-1     | Irwell Springs    | 29 december 1883 |
| Wednesbury Old Athletic | 4-7     | Aston Villa       | 29 december 1883 |
| Northwich Victoria      | Bye     |                   |                  |
| Oswestry Town           | 1-7     | Queen's Park      | 29 december 1883 |
| Old Westminsters        | Bye     |                   |                  |
| Wednesbury Town         | 1-0     | Derby Midland     | 29 december 1883 |

### Vierde ronde
| Thuisclub          | Uitslag                                 | Bezoekers        | Datum           |
| ------------------ | --------------------------------------- | ---------------- | --------------- |
| Preston North End  | 1-1 Preston North End gediskwalificeerd | Upton Park       | 19 januari 1884 |
| Queen's Park       | 6-1                                     | Aston Villa      | 19 januari 1884 |
| Swifts             | 2-1                                     | Old Foresters    | 19 januari 1884 |
| Notts County       | 2-2                                     | Bolton Wanderers | 19 januari 1884 |
| Blackburn Rovers   | 5-1                                     | Staveley         | 19 januari 1884 |
| Blackburn Olympic  | 6-0                                     | Old Wykehamists  | 19 januari 1884 |
| Northwich Victoria | 3-0                                     | Brentwood        | 19 januari 1884 |
| Old Westminsters   | 5-0                                     | Wednesbury Town  | 19 januari 1884 |

### Vierde ronde Replay
| Thuisclub        | Uitslag | Bezoekers    | Datum           |
| ---------------- | ------- | ------------ | --------------- |
| Bolton Wanderers | 1-2     | Notts County | 2 februari 1884 |

### Vijfde ronde
| Thuisclub         | Uitslag | Bezoekers          | Datum           |
| ----------------- | ------- | ------------------ | --------------- |
| Upton Park        | 0-3     | Blackburn Rovers   | 9 februari 1884 |
| Notts County      | 1-1     | Swifts             | 9 februari 1884 |
| Blackburn Olympic | 9-1     | Northwich Victoria | 9 februari 1884 |
| Old Westminsters  | 0-1     | Queen's Park       | 9 februari 1884 |

### Vijfde ronde Replay
| Home Club | Score | Away Club    | Date             |
| --------- | ----- | ------------ | ---------------- |
| Swifts    | 0-1   | Notts County | 14 februari 1884 |

### Halve Finale
| Thuisclub        | Uitslag | Bezoekers         | Datum        |
| ---------------- | ------- | ----------------- | ------------ |
| Queen's Park     | 4-1     | Blackburn Olympic | 1 maart 1884 |
| Blackburn Rovers | 1-0     | Notts County      | 1 maart 1884 |

### Finale
| Thuisclub        | Uitslag | Bezoekers    | Datum         |
| ---------------- | ------- | ------------ | ------------- |
| Blackburn Rovers | 2-1     | Queen's Park | 29 maart 1884 |